# Carotè
El carotè o caroté és la molècula que dona a la pastanaga i a l'albercoc el seu color taronja.
Forma part de la família química anomenada carotenoides, els quals es troben en diversos fruits i hortalisses, com també en el rovell de l'ou.
El terme carotè (també anomenat carotina, deriva del llatí carota, que significa 'carlota' o 'pastanaga') es fa servir per a diferents hidrocarburs insaturats relacionats que tenen la fórmula química C40Hx, els quals són sintetitzats per les plantes, però no ho poden ser pels animals.
Els carotenoids van ser aïllats a principis del segle xix i han estat sintetitzats per a ser usats com a colorants alimentaris des del 1950.
Biològicament, el beta-carotè és molt important com a precursor de la vitamina A. També té propietats antioxidants en prevenció del càncer i altres malalties.

## Estructura química
Químicament, els carotens són hidrocarbonis poliinsaturats que contenen 40 àtoms de carboni per molècula, nombre variable d'àtoms d'hidrogen i sense altres elements. Alguns carotens apareixen en anells d'hidrocarbonis en un o en els dos extrems de la molècula. Tots aquests es veuen amb colors a l'ull humà per l'extens sistema d'enllaços químics conjugats. Estructuralment, els carotens són tetraterpens, cosa que vol dir que tots ells se sintetitzen bioquímicament des del terpè de 10 carbonis, els quals al seu torn es formen d'unitats d'isoprè de 5 carbonis.
Els carotens es troben en dues formes principals que es designen per lletres de l'alfabet grec: alfa-carotè (α-carotè) i beta-carotè (β-carotè). Gamma, delta, èpsilon, i zeta (γ, δ, ε, i ζ-carotè) també existeixen. Pel fet de ser hidrocarbonis i no tenir oxigen, els carotens són solubles en lípids i insolubles en l'aigua (en contrast amb altres carotenoides, els xantòfils, que tenen oxigen i, per tant, són menys hidròfobs).

## En la natura
El carotè és un pigment fotosintètic de color taronja que és important en el procés de la fotosíntesi. Els carotens són els responsables del color taronja (però no pas de tot el color groc) de les fulles dels caducifolis a la tardor i en les fulles seques. El típic color groc del greix dels humans i els pollastres és el resultat de l'emmagatzemament en el greix dels carotens que prenen en la seva dieta.
Els carotens contribueixen a la fotosíntesi: transmeten l'energia que absorbeixen de la llum des de la clorofil·la. També protegeixen els teixits de les plantes ajudant a absorbir l'energia de la forma excitada de l'oxigen molecular O₂ (singlet d'oxigen) que es forma durant la fotosíntesi.
El β-carotè es compon de dos grups retinol i es degrada en la mucosa de l'intestí prim de β-carotè 15,15'-monooxigenasa a retinal, que és una forma de vitamina A. El β-carotè es pot emmagatzemar al fetge i al greix del cos i convertir-se en retinal a mesura que es necessiti i així és una forma de vitamina A per als humans i alguns altres animals. Els carotens α-carotè i γ-carotè, per la seva estructura química amb un anell beta-ionona, també tenen certa activitat de la vitamina A (però menor que en beta-carotè) com fa el carotenoide β-criptoxantina. Tots els altres carotenoides, incloent-hi el licopè, no tenen un anell beta i, per tant, no tenen activitats com la vitamina A (però poden tenir activitat antioxidant).
Les espècies animals es diferencien molt en la seva capacitat de convertir el retinol (beta-ionona) que contenen els carotenoides a retinals. Els carnívors, en general, són pobres convertidors dels carotenoides amb ionina de la seva dieta. Els estrictament carnívors com la fura no tenen la β-carotè 15,15'-monooxigenasa i no poden convertir cap carotenoide a retinal; en canvi, el gats poden fer-ho però de manera insuficient.